# Pikku Saikkosjärvi
Pikku Saikkosjärvi är en sjö i Pajala kommun i Norrbotten och ingår i Kalixälvens huvudavrinningsområde. Sjön har en area på 0,0487 kvadratkilometer och ligger 158,2 meter över havet. Pikku Saikkosjärvi ligger i Torne och Kalix älvsystem Natura 2000-område. Sjön avvattnas av vattendraget Karijoki.

## Delavrinningsområde
Pikku Saikkosjärvi ingår i det delavrinningsområde (742896-180047) som SMHI kallar för Mynnar i Lahnajoki. Medelhöjden är 180 meter över havet och ytan är 44,72 kvadratkilometer. Det finns inga avrinningsområden uppströms utan avrinningsområdet är högsta punkten. Karijoki som avvattnar avrinningsområdet har biflödesordning 3, vilket innebär att vattnet flödar genom totalt 3 vattendrag innan det når havet efter 131 kilometer. Avrinningsområdet består mestadels av skog (84 procent) och sankmarker (12 procent). Avrinningsområdet har 0,11 kvadratkilometer vattenytor vilket ger det en sjöprocent på 0,2 procent.